# 鈴木雄大
鈴木 雄大（すずき ゆうだい、1959年12月29日 - ）は、日本のシンガーソングライター、作曲家。
東京都新宿区出身。慶應義塾高等学校、慶應義塾大学商学部卒業。

## 経歴・人物
幼少時よりピアノを習い、中学高校時代にギターを習得。
18歳の頃に音楽劇団「ミスタースリムカンパニー」のバックバンドに参加、劇団がポリスターと契約していた縁で1980年、シングル「ゴーン・ザ・サマー」でデビューする。しかしこの時は本格的なソロ活動には至らなかった。
慶應義塾大学卒業後の1982年、都倉俊一のプロデュースで東芝EMIよりシングル「19,600,000の悲しい夜と眩しい夢」とアルバム「FRIDAY NIGHT」を発売、正式デビュー（当時の事務所は都倉の経営していた「エスワン・カンパニー」）。翌1983年のシングル「レイニーサマー」でブレイク。同時期に東芝EMIに所属していたシティ・ポップス系のアーティスト（稲垣潤一、安部恭弘、井上鑑）と共に「ニューウェーブ4人衆」と呼ばれて人気を博した。1984年11月、ファンハウスに移籍。1982年から1990年までにシングル17枚とアルバム8枚をリリースした。
その後はソロ活動の他、More Than Paradise、UB（U-dai&堀川満志）、天才トノサマBAND、A,M,S&I（安部恭弘、村田和人、鈴木、伊豆田洋之）、ZEBRA ONE、Yellow Panther（鈴木、庄野真代）、SACHA KNITZ（岩沢幸矢、杉真理、鈴木、平澤成基＋遠藤響子）など、様々なバンドやプロジェクトで音楽活動を行いつつスタジオミュージシャン、楽曲提供、アレンジャーなど多方面で活動している。

## ディスコグラフィ

### シングル
| #                 | 発売日          | A/B面      | タイトル                       | 作詞                               | 作曲                               | 編曲                         | 規格品番   |
| ポリスター        | ポリスター      | ポリスター | ポリスター                     | ポリスター                         | ポリスター                         | ポリスター                   | ポリスター |
| ----------------- | --------------- | ---------- | ------------------------------ | ---------------------------------- | ---------------------------------- | ---------------------------- | ---------- |
| 1                 | 1980年          | A面        | ゴーン・ザ・サマー             | 中西良太                           | 鈴木雄大                           | 高島政晴                     | 6P-9       |
| 1                 | 1980年          | B面        | ホワイト・ドリーム             | 鈴木雄大                           | 鈴木雄大                           | 木藤義一                     | 6P-9       |
| 東芝EMI / EXPRESS |                 |            |                                |                                    |                                    |                              |            |
| 2                 | 1982年 11月21日 | A面        | 19,600,000の悲しい夜と眩しい夢 | 鈴木雄大                           | 鈴木雄大                           | JIM COX                      | ETP-17421  |
| 2                 | 1982年 11月21日 | B面        | FREE                           | 鈴木雄大                           | 都倉俊一                           | J.Hobbs                      | ETP-17421  |
| 3                 | 1983年 2月21日  | A面        | FRIDAY NIGHT                   | 鈴木雄大                           | 鈴木雄大                           | J.Hobbs                      | ETP-17458  |
| 3                 | 1983年 2月21日  | B面        | 愛の伝承                       | 湯川れい子                         | 都倉俊一                           | J.D'andrea                   | ETP-17458  |
| 4                 | 1983年 5月2日   | A面        | レイニー・サマー               | 鈴木雄大                           | 都倉俊一                           | 都倉俊一                     | ETP-17484  |
| 4                 | 1983年 5月2日   | B面        | ファニー・ダンス               | 鈴木雄大                           | 都倉俊一                           | 都倉俊一                     | ETP-17484  |
| 5                 | 1983年 10月21日 | A面        | TOUCH                          | 鈴木雄大                           | 都倉俊一                           | 志熊研三                     | ETP-17525  |
| 5                 | 1983年 10月21日 | B面        | EVE                            | 大津あきら                         | 都倉俊一                           | 都倉俊一                     | ETP-17525  |
| 6                 | 1984年 1月21日  | A面        | 愛がない                       | 鈴木雄大                           | 鈴木雄大                           | 大阪哲也                     | ETP-17578  |
| 6                 | 1984年 1月21日  | B面        | 黙示録                         | 鈴木雄大                           | 鈴木雄大                           | 都倉俊一                     | ETP-17578  |
| 7                 | 1984年 6月21日  | A面        | 君は誘惑風                     | 大津あきら                         | 都倉俊一                           | 都倉俊一                     | ETP-17631  |
| 7                 | 1984年 6月21日  | B面        | ANGEL                          | 友井久美子                         | 都倉俊一                           | JIM COX                      | ETP-17631  |
| ファンハウス      |                 |            |                                |                                    |                                    |                              |            |
| 8                 | 1984年 11月1日  | A面        | パラダイス                     | 鈴木雄大                           | 鈴木雄大                           | NOOK                         | 07FA-1016  |
| 8                 | 1984年 11月1日  | B面        | 手のひらに空をのせて           | 鈴木雄大                           | 鈴木雄大                           | 鈴木雄大                     | 07FA-1016  |
| 9                 | 1985年 3月30日  | A面        | 碧のアリア                     | 栫内淳                             | かしぶち哲郎                       | かしぶち哲郎                 | 07FA-1030  |
| 9                 | 1985年 3月30日  | B面        | BOXER                          | 鈴木雄大                           | 鈴木雄大                           | NOOK                         | 07FA-1030  |
| 10                | 1985年 8月1日   | A面        | 哀しきアイドル                 | 鈴木雄大                           | 鈴木雄大                           | JAMS CLUB                    | 07FA-1047  |
| 10                | 1985年 8月1日   | B面        | イソガシバンド                 | 鈴木雄大                           | 鈴木雄大                           | JAMS CLUB                    | 07FA-1047  |
| 11                | 1987年 10月26日 | A面        | SOMETHING NEVER CHANGE         | 鈴木雄大                           | 鈴木雄大                           | 久石譲                       | 07FA-1133  |
| 11                | 1987年 10月26日 | B面        | A MIDSUMMER NIGHT DREAM        | 鈴木雄大                           | 鈴木雄大                           | 椎名和夫                     | 07FA-1133  |
| 12                | 1988年 2月1日   | A面        | ONLY ONE                       | 鈴木雄大                           | 鈴木雄大                           | 久石譲                       | PRF-1017   |
| 12                | 1988年 2月1日   | B面        | ボーダーラインを歩け           | 鈴木雄大                           | 鈴木雄大                           | 栗原正己                     | PRF-1017   |
| 13                | 1988年 5月25日  | A面        | 世界中の夏へ                   | L.Hennrick                         | 鈴木雄大                           | 椎名和夫                     | 07FA-5015  |
| 13                | 1988年 5月25日  | B面        | KISS ME                        | 鈴木雄大                           | 鈴木雄大                           | 椎名和夫                     | 07FA-5015  |
| 14                | 1988年 11月1日  | A面        | Just Your Life                 | 鈴木雄大                           | 鈴木雄大                           | 椎名和夫                     | 07FA-5043  |
| 14                | 1988年 11月1日  | B面        | Tell me how                    | 鈴木雄大                           | 鈴木雄大                           | 椎名和夫                     | 07FA-5043  |
| 15                | 1989年 3月1日   | 01         | 君のハートが聴こえる           | 鈴木雄大                           | 鈴木雄大                           | 椎名和夫                     | 10FD-5077  |
| 15                | 1989年 3月1日   | 02         | Go-Go Swing!                   | 鈴木雄大                           | 鈴木雄大                           | 椎名和夫                     | 10FD-5077  |
| 16                | 1989年 7月25日  | 01         | あなたに逢いたい               | 鈴木雄大                           | 鈴木雄大                           | 椎名和夫                     | 00FD-4017  |
| 16                | 1989年 7月25日  | 02         | 君の時間                       | 魚住勉                             | 馬飼野康二                         | 椎名和夫                     | 00FD-4017  |
| 17                | 1989年 11月1日  | 01         | 生意気そうなロンリー・ガール   | 戸沢暢美                           | 鈴木雄大                           | 椎名和夫                     | 00FD-4030  |
| 17                | 1989年 11月1日  | 02         | CRIMES OF LOVE                 | J.Pashby                           | 鈴木雄大                           | 清水信之                     | 00FD-4030  |
| 18                | 1990年 2月1日   | 01         | くしゃくしゃのラブソング       | 鈴木雄大                           | 鈴木雄大                           | 椎名和夫                     | FHDF-1008  |
| 18                | 1990年 2月1日   | 02         | 僕の力をあげたい               | 鈴木雄大                           | 鈴木雄大                           | 椎名和夫                     | FHDF-1008  |
| PROVE RECORDS     |                 |            |                                |                                    |                                    |                              |            |
| 19                | 2000年 8月23日  | 01         | 太陽の匂い                     | 鈴木雄大                           | 鈴木雄大                           | 安部恭弘 村田和人 伊豆田洋之 | PRCA-3002  |
| 19                | 2000年 8月23日  | 02         | 君の上にある空                 | 鈴木雄大                           | 鈴木雄大                           | 安部恭弘 村田和人 伊豆田洋之 | PRCA-3002  |
| 19                | 2000年 8月23日  | 03         | CHANGE THE WORLD               | T.Sims / W.Kirkpatrick / G.Kennedy | T.Sims / W.Kirkpatrick / G.Kennedy | 安部恭弘 村田和人 伊豆田洋之 | PRCA-3002  |
| TEN-RAN MUSIC     |                 |            |                                |                                    |                                    |                              |            |
| 20                | 2010年 4月28日  | 01         | 母の手                         | 鈴木雄大                           | 鈴木雄大                           | 鳥山雄司                     | DQC-483    |
| 20                | 2010年 4月28日  | 02         | 君と出逢いみたもの             | 鈴木雄大                           | 鈴木雄大                           | 鳥山雄司                     | DQC-483    |

### アルバム
1. FRIDAY NIGHT（1982.11.21・ETP-90202、東芝EMI）
2. YUDAI（1983.10.21・ETP-90252、東芝EMI）
3. REFLEX YUDAI（1984.7.21・ETP-50110、東芝EMI） ※ミニアルバム
4. LA SHISSA（1985.6.29・28FB-2017／32FD-1014、ファンハウス）
5. STREET OF ECHOES（1987.10.26・32FD-1079、ファンハウス）
6. SHOES ON MY SOUL（1988.7.25・32FD-7016、ファンハウス）
7. 君のハートが聴こえる（1989.3.25・32FD-7016、ファンハウス）
8. 東京者（1990.2.25・FHCF-1006、ファンハウス）
9. Jellyfishとラブソング（2000.1.21・PRCA-3001、PROVE RECORDS）
10. Holy World（2003.12.24・OGCD2009、on-going）
11. HEART MUSEUM／雄大ベスト（2005.5.25・CRCP-40110、日本クラウン） ※セルフカバーベストアルバム
12. Secret Garden～裏ベスト（2006.3）

### タイアップ曲
| 年     | 楽曲                         | タイアップ                                                     |
| ------ | ---------------------------- | -------------------------------------------------------------- |
| 1983年 | レイニー・サマー             | 横浜ゴム「ASPEC」CMソング                                      |
| 1983年 | TOUCH                        | 横浜ゴム「GRANDPRIX EUROPE」CMソング                           |
| 1984年 | 君は誘惑風                   | カルピスソーダ・CMソング                                       |
| 1984年 | パラダイス                   | テレビ朝日系テレビアニメ「GALACTIC PATROL レンズマン」EDテーマ |
| 1985年 | 碧のアリア                   | 全日空「沖縄キャンペーン」CMソング                             |
| 1988年 | 世界中の夏へ                 | アサヒビール「100％モルト」CMソング                            |
| 1989年 | 君の時間                     | JT「Joyful Time」CMソング                                      |
| 1989年 | 生意気そうなロンリー・ガール | 横浜ゴム「NEW GUARDEX300II」CMソング                           |
| 1990年 | あなたに逢いたい             | 映画「微熱 MY LOVE」主題歌                                     |
| 1990年 | 僕の力をあげたい             | テレビ朝日系テレビドラマ「ゴリラ・警視庁捜査第8班」挿入歌      |
| 1996年 | 僕の力をあげたい             | TOKYO MX系「東京NEWS」EDテーマ                                 |
| 2000年 | 太陽の匂い                   | TBS系「ジャスト」EDテーマ                                      |
| 2000年 | CHANGE THE WORLD             | 富士通「@nifty」CMソング                                       |

### DVD
1. HOLY WORLD LIVE 2004（2004.5、moment）

### コラボ作品

#### シングル
- HAND IN HAND～手に手取り～／こころの炎（1988.9.17・07FA-5049、ファンハウス）小林明子・鈴木雄大・杉田二郎・佐藤竹善・井上大輔名義
  - ソウルオリンピック1988公式テーマソング
- 夏物語／PROMISED PARADISE（1991.6.25・FHDF-1101、ファンハウス）MORE THAN PARADISE名義
  - テレビ東京系「ニュースに挑戦!あなたの常識」エンディングテーマ
- Love Parade／Sparkling Summer（1992.6.25・FHDF-1187、ファンハウス）MORE THAN PARADISE名義
- Who are you?／微熱雨（1993.6.25・FHDF-1292、ファンハウス）森川由加里With鈴木雄大名義
  - テレビ東京系「トランタン白書」エンディングテーマ
- あの頃のまま／あふれる愛（1994.6.1、BMGビクター）UB名義
  - ロッテ「BLACK BLACK CANDY」CMソング／アイフルホームCMソング
- ドウニカナリソウ／とどかない叫び（1994.11.2、BMGビクター）UB名義
  - テレビ東京系「浅草橋ヤング洋品店」エンディングテーマ
- 痛てっ。／MELODY（1995.5.24、BMGビクター）UB名義
  - テレビ東京系「浅草橋ヤング洋品店」オープニングテーマ
- Everybody(GET GET GET NOT FUNK)／無敵☆MY LOVE（1995.11.2、BMGビクター）UB名義
- ピープル・オブ・ザ・ナイト／Dance in the street（1996.2.7、BMGビクター）UB名義
  - 高須クリニックCMソング
  - テレビ東京系ドラマ「きっと誰かに逢うために」挿入歌
- Dream Park〜野球場へゆこう〜（2004.7.10）鈴木雄大&Dream Park Kids Project名義
  - NPBイメージソング

#### アルバム
- More Than Paradise（1991.6.25、ファンハウス）MORE THAN PARADISE名義
- Love Parade（1992.6.25、ファンハウス）MORE THAN PARADISE名義
- UB（1995.6.21、BMGビクター）UB名義
- 奇跡はここにあるのさ（1999.11.1、ポリスター）A,M,S&I名義
- V.S.O.P.1（2004.11.25、INCENCE RECORDS）Yellow Panther名義
- Cross that ZEBRA!（2007.6.20、Crystal Water Records）ZEBRA ONE名義

## 楽曲提供
- 天宮良
- 伊豆田洋之
- 稲垣潤一
  - 「J's LOVE SONG」
  - 「夢と嘘とジャスミン」
- 井上昌己
- 奥菜恵
- 加賀美セイラ
- Candy
  - 「Promise」
- 小柳ゆき
- 下村成二郎
  - 「Just Desire」
  - 「愛してRevolution」
- 少女隊
  - 「GET IT」
  - 「LAST RAINY SONG」
- Sprout
  - 「キズナ」
- 高橋和也
- 貴水博之
- つのだ☆ひろ
- 中村あゆみ
  - 「悲しみのセンセイション」
- 仲村トオル
- 永井真理子
- 名取香り
  - 「You and I」
- 成田昭次
  - 「ボクノスベテダッタノニ」
- 幕末塾
  - 「おちつきなよ -Calm Down in Summer-」
- 布施博
- MISIA
  - 「飛び方を忘れた小さな鳥」
- 南野陽子※当時エスワン・カンパニーに所属
  - 「黄昏の図書館」
  - 「潔白(イノセント)」
- 村瀬由衣
- 森川由加里
  - 「光の旅人」
  - 「Who are you?」
  - 「微熱雨」
- 山下徹大
  - 「ジャスミン」
- 吉田栄作

## 出演

### テレビドラマ
- ゴリラ・警視庁捜査第8班 第41話「生命果つるとも」（1990年3月4日、テレビ朝日） - 尾崎卓也 役・番組内では音楽も担当

### テレビ
- シティポップ・スタジオ（2023年11月11日、BS朝日）

### ラジオ
- 雄大・昌己のCAMCOM MUSIC（STVラジオなど地方AMラジオ局、1990年頃）
- 雄大・由衣のCAMCOM MUSIC（同上）

### CM
- カゴメ・野菜生活100「黄・紫の野菜」（2007年）ナレーション

## 音楽担当
- ゴリラ・警視庁捜査第8班（1989年 - 1990年、テレビ朝日）
- 愛しの刑事（1992年 - 1993年、テレビ朝日）